# Symphurus piger
Symphurus piger är en fiskart som först beskrevs av George Brown Goode och Tarleton Hoffman Bean, 1886.  Symphurus piger ingår i släktet Symphurus och familjen Cynoglossidae. Inga underarter finns listade i Catalogue of Life.